# Paro (robot)

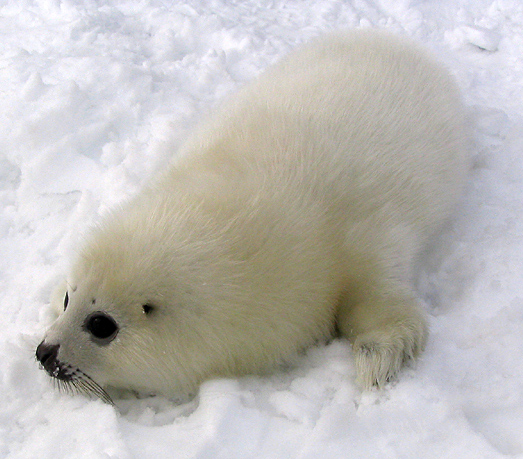
Blanchon sur la banquise, en (îles de la Madeleine), espèce qui a servi de modèle.

Paro est une peluche robotisée en forme de bébé phoque, destinée aux personnes âgées, très efficace pour les occuper et leur diminuer le stress. 
Doté de microphones, processeur, capteurs, moteurs et pouvant émettre des sons, il est recouvert d'une fausse fourrure très douce, et de grands yeux qui le rendent mignon.
Il se recharge avec une prise en forme de tétine dans la bouche.